# Mera om Jesus, Gud, mig lär
Mera om Jesus, Gud, mig lär eller Mera av Jesus Gud mig lär är en sång från 1887 med text av Eliza Edmunds Hewitt och musik av John R Sweney. Victor Witting översatte 1895 sången till svenska.

## Publicerad i
- Frälsningsarméns sångbok 1929 refrängen "Mer, mera av Jesus" som nr 70 i körsångsdelen under rubriken "Helgelse".
- Segertoner 1930 som nr 185 med inledningsraden "Mera av Jesus Gud mig lär".
- Segertoner 1960 som nr 185 med inledningsraden "Mera av Jesus Gud mig lär".
- Frälsningsarméns sångbok 1968 refrängen "Mer, mera av Jesus" som nr 64 i körsångsdelen under rubriken "Helgelse".
- Psalmer och Sånger 1987 som nr 683 under rubriken "Att leva av tro - Efterföljd - helgelse".[2]
- Segertoner 1988 som nr 610 under rubriken "Efterföljd – helgelse".[1]
- Frälsningsarméns sångbok 1990 som nr 432 under rubriken "Helgelse".
- Sångboken 1998 som nr 82